# Quo vadis (film 2001)
Quo vadis – film historyczny produkcji polskiej z 2001 roku, w reżyserii Jerzego Kawalerowicza, na podstawie powieści Henryka Sienkiewicza Quo vadis.
Równolegle z wersją kinową wyprodukowano wersję telewizyjną – sześcioodcinkowy miniserial o tym samym tytule. Zdjęcia do filmu kręcono w Tunezji (okolice Monastyru), we Francji (akwedukt Pont du Gard w departamencie Gard) oraz w Polsce (Warszawa i okolice Piaseczna).

## Obsada
- Paweł Deląg – Marek Winicjusz
- Magdalena Mielcarz – Ligia Kallina
- Bogusław Linda – Petroniusz
- Michał Bajor – Neron
- Jerzy Trela – Chilon Chilonides
- Danuta Stenka – Pomponia Grecyna
- Franciszek Pieczka – Piotr Apostoł
- Krzysztof Majchrzak – Ofoniusz Tygellinus
- Rafał Kubacki – Ursus
- Andrzej Tomecki – Glaukos, lekarz
- Małgorzata Pieczyńska – Akte
- Agnieszka Wagner – Poppea Sabina
- Małgorzata Foremniak – Chryzotemis
- Teresa Marczewska – Miriam
- Marta Piechowiak – Eunice
- Jerzy Nowak – Kryspus
- Zbigniew Waleryś – Paweł z Tarsu
- Piotr Garlicki – Aulus Plaucjusz
- Jerzy Rogalski – Sporus
- Andrzej Pieczyński – fossor
- Piotr Mostafa – Pitagoras
- Sławomir Holland – Terezjasz
- Jerzy Słonka – Witeliusz
- Katarzyna Bargiełowska – chrześcijanka na arenie
- Krzysztof Łukaszewicz – odźwierny
- Wojciech Olszański – Faon
- Andrzej Zieliński – Epafrodyt, sługa Nerona

## Fabuła
Marek Winicjusz wraca do Rzymu po intensywnej kampanii wojennej. Odwiedza swojego wuja Petroniusza i mówi mu, że się zakochał w Ligii. Wuj obiecuje mu pomoc, ale zastrzega, by w tej sprawie zwrócić się do cezara. Początkowo Ligia broni się przed miłosnymi zapędami Winicjusza. Postanawia on więc wykraść ją i uczynić z niej swoją kochankę, jednakże gdy wraz z najemnikiem zjawia się w dzielnicy chrześcijan, jego pomocnik zostaje zabity przez potężnego Ursusa, przyjaciela Ligii, a sam patrycjusz zostaje ranny i znajduje się pod opieką tych, których chciał zabić. Będąc pod wrażeniem ich dobroci, łagodności i braku zawiści, postanawia się zmienić. W tym czasie z polecenia cesarza wybucha w Rzymie pożar. Neron, bojąc się o władzę i dobre imię, oskarża o niego chrześcijan. Wszyscy, włącznie z Ligią i Ursusem, zostają wtrąceni do więzień. Winicjusz robi wszystko, by ich ocalić. Na ostatnim widowisku Ursus uwalnia Ligię z rogów tura. Tyran Neron z pomocą sługi popełnia samobójstwo.

## Informacje dodatkowe
- Konsultantem ds. religijnych przy produkcji filmu był ks. prof. dr hab. Waldemar Chrostowski, zaś konsultantem ds. historycznych – prof. dr hab. Aleksander Krawczuk.
- Jest to najdroższa produkcja polskiej kinematografii.
- Podczas kręcenia sceny płonącego Rzymu, na planie wybuchł pożar.
- Uroczysta premiera filmu odbyła się w Watykanie z udziałem Jana Pawła II, Jerzego Kawalerowicza i aktorów.